# Salmendinger Kapelle

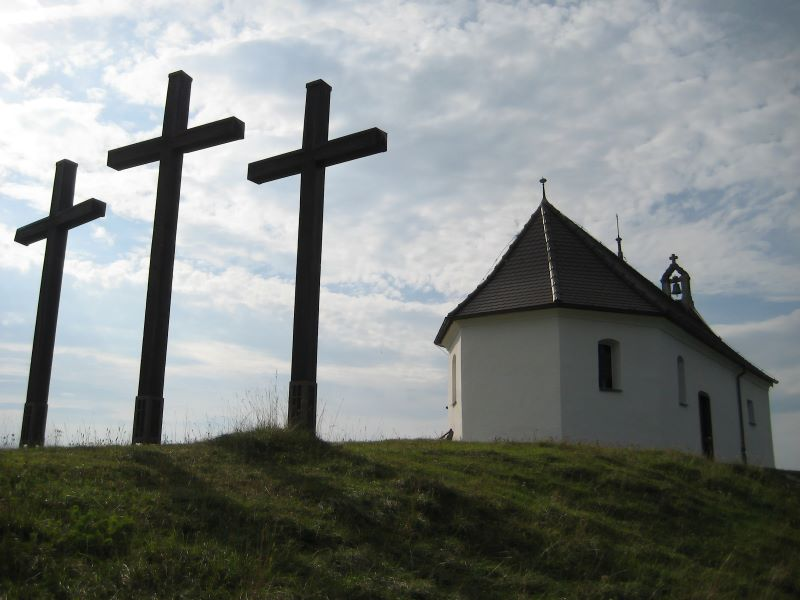
Salmendinger Kapelle

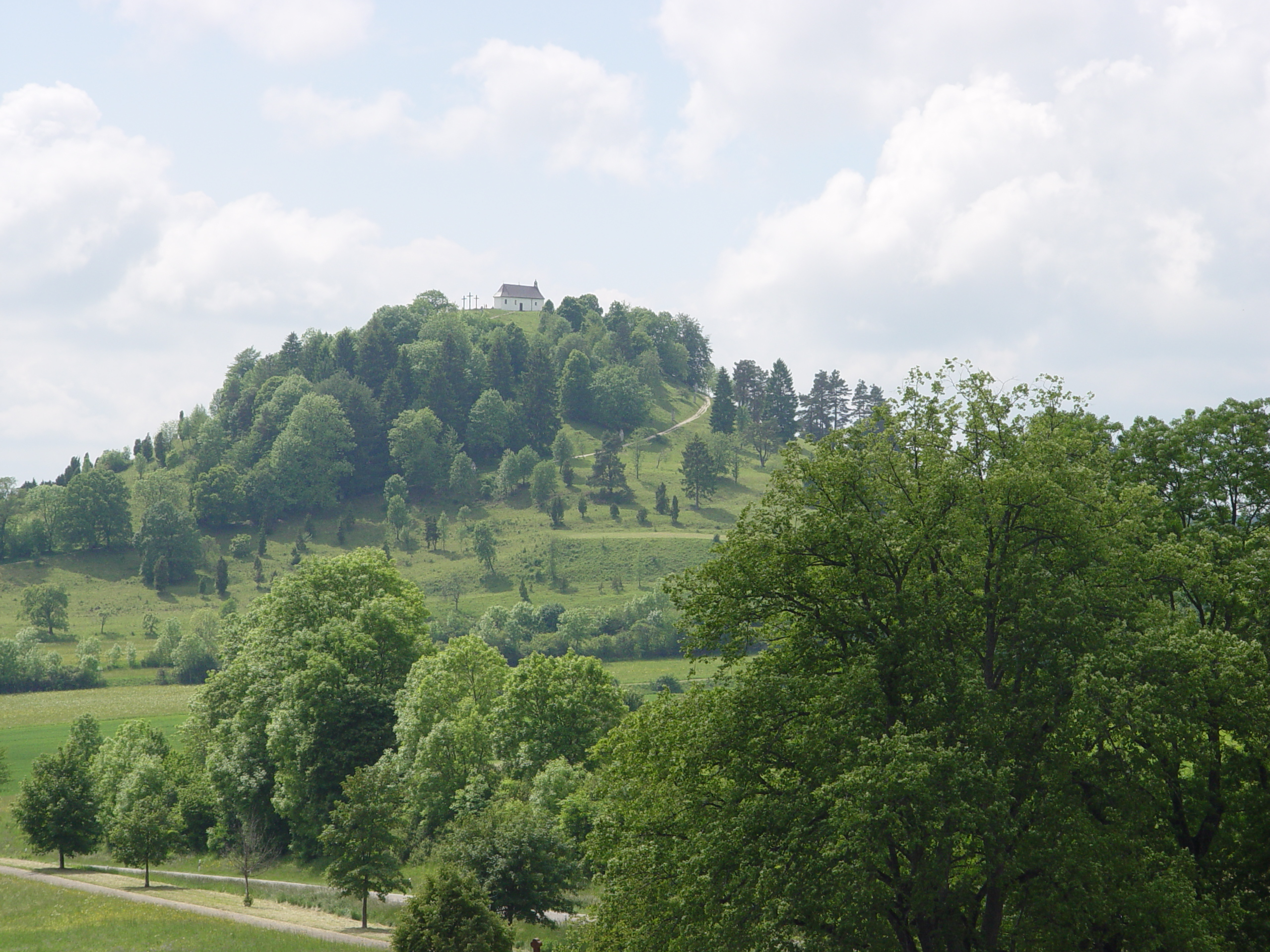
Ostansicht

Die Salmendinger Kapelle ist eine der heiligen Anna geweihte Wallfahrtskapelle beim Burladinger Stadtteil Salmendingen im Zollernalbkreis. Die Kapelle liegt auf dem Kornbühl, einem 886,5 m ü. NHN hohen Härtling der Schwäbischen Alb.

## Salmendinger Kapelle
Die Salmendinger Kapelle wird erstmals 1507 urkundlich erwähnt, als Peter Schweiher von Straßberg öffentlich kundgetan hat, dass ihn sein Bäslein um eine Spende für die „stifftung auf dem kornbühel zu lob und er der heiligen frouwen sant annen“ gebeten hat. Vermutlich ist es da aber nicht um den Bau der Kapelle gegangen – die dürfte älter sein. Der Renaissance-Altar stammt aus der zweiten Hälfte des 17. Jahrhunderts. Auf den Gipfel mit drei Kreuzen, die den Kalvarienberg symbolisieren, führt ein 1886 angelegter Kreuzweg mit 14 Stationen. 1957 und 1974 wurde in die Kapelle eingebrochen und dabei mehrere wertvolle Heiligenfiguren gestohlen, darunter 1957 die Madonnenfigur vom Kornbühl, die auf einer Mondsichel steht. Nach dem zweiten Diebstahl wurden alle Originale aus der Kapelle entfernt, an ihre Stelle sind Fotografien getreten. 1983 tauchte der gestohlene Heilige Wendelin im Kunsthandel wieder auf, von den anderen gestohlenen Stücken fehlt jede Spur.

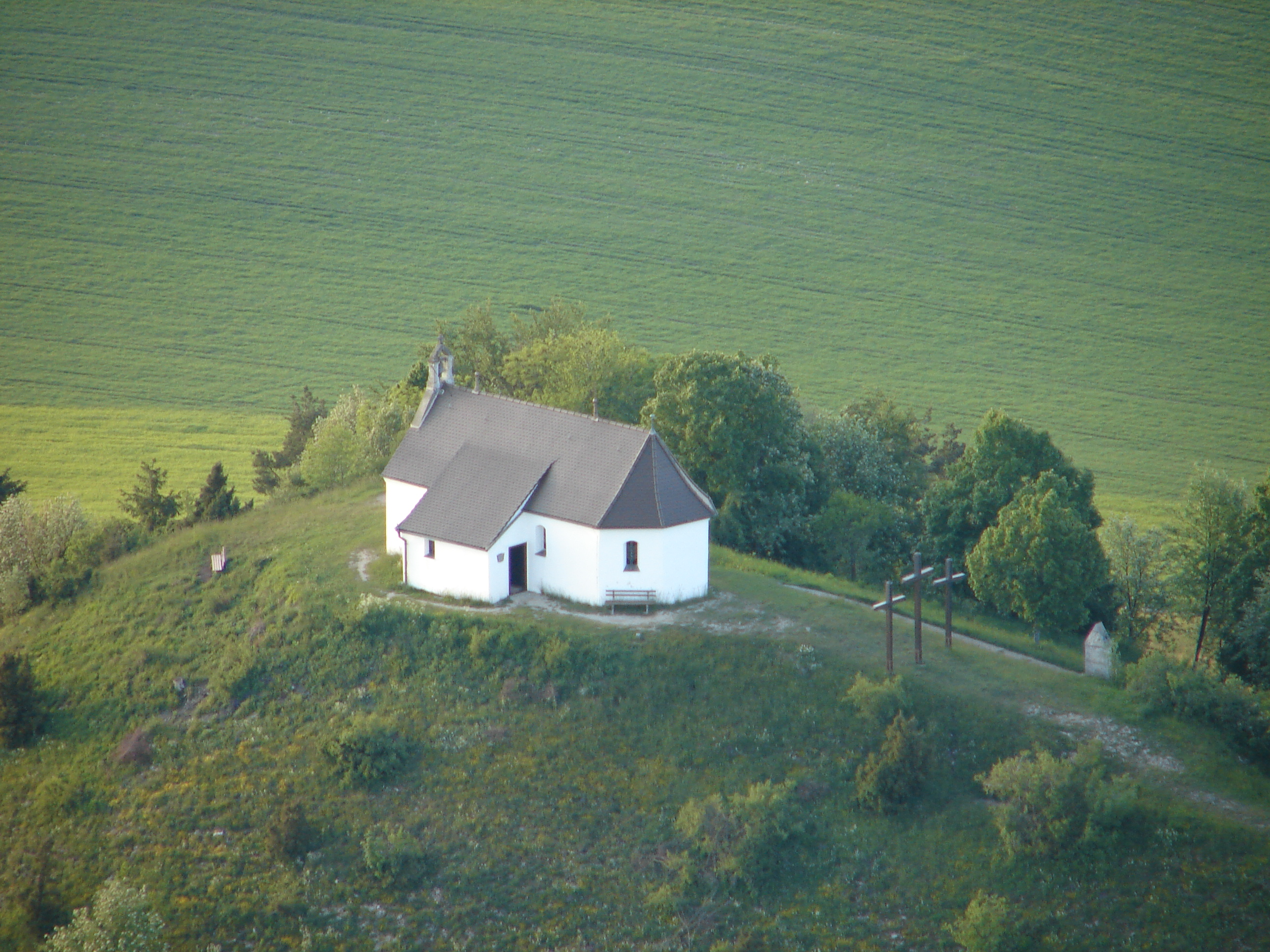
Luftbildaufnahme 2006
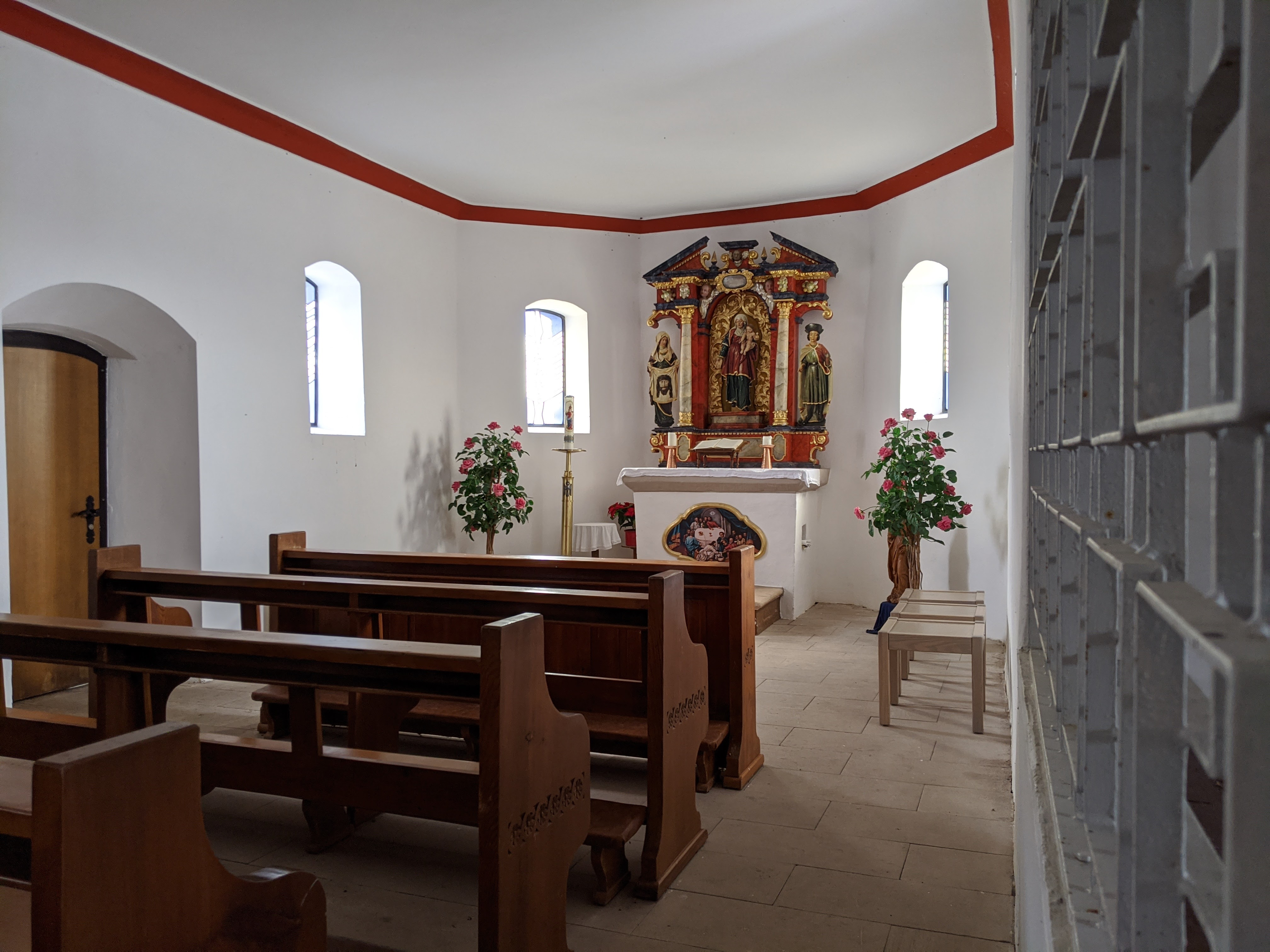
Innenraum